# Nagyszénás
Nagyszénás este un sat în districtul Orosház, județul Békés, Ungaria, având o populație de 5.284 de locuitori (2011).

## Demografie
Componența etnică a satului Nagyszénás
     Maghiari (98,57%)
     Necunoscut (0,3%)
     Alții (1,13%)
Componența confesională a satului Nagyszénás
     Fără religie (28,77%)
     Romano-catolici (20,25%)
     Luterani (17,66%)
     Reformați (2,5%)
     Atei (1,72%)
     Necunoscută (28,86%)
     Greco-catolici (0,25%)
     Alte religii (1,31%)
Conform recensământului din 2011, satul Nagyszénás avea 5.284 de locuitori. Din punct de vedere etnic, majoritatea locuitorilor (98,57%) erau maghiari. Apartenența etnică nu este cunoscută în cazul a 0,3% din locuitori. Nu există o religie majoritară, locuitorii fiind persoane fără religie (28,77%), romano-catolici (20,25%), luterani (17,66%), reformați (2,5%) și atei (1,72%). Pentru 28,86% din locuitori nu este cunoscută apartenența confesională.